# لونا (مغنية بولندية)
ألكسندرا كاتارزينا "أولا" فيلغوماس (من مواليد 28 أغسطس 1999) هي مغنية وكاتبة أغاني بولندية، والمعروفة باسم لونا. مثلت بولندا في مسابقة الأغنية الأوروبية 2024 بأغنية "البرج".

## نشأتها
ولدت ألكسندرا في 28 أغسطس 1999 في وارسو. لديها ثلاثة أشقاء وهي ابنة رجل الأعمال أندريه فيلغوماس. تدير عائلتها شركة Dawtona المملوكة لعائلة لتجهيز الأغذية البولندية. درست في مدرسة الموسيقى الوطنية "تاديوش بيرد" في جرودزيسك مازوفيتسكي، حيث تخصصت في دروس الكمان. وفي الفترة من 2015 إلى 2018، حضرت دورة في العلوم القانونية والسياسية. في عام 2018 بدأت الدراسة في جامعة وارسو.